# Rory Calhoun
Rory Calhoun (Los Angeles, Califórnia, 8 de agosto de 1922 — Burbank, Califórnia, 28 de abril de 1999) foi um ator de cinema e televisão norte-americano, mais conhecido pelos westerns que protagonizou.

## Vida e carreira
Rory Calhoun, nascido Francis Timothy McCown, teve uma vida conturbada antes de dedicar-se ao cinema. Órfão de pai aos nove anos (segundo outras fontes, nove meses), foi criado pela mãe e pelo padrasto. Cresceu no campo até mudar-se com a família para um bairro pobre de Los Angeles. Ali tornou-se ladrão, roubando inicialmente um revólver e mais tarde diversas joalherias e um carro. Com isso, passava longos períodos encerrado em prisões de diversos estados, de onde fugia e era recapturado em seguida. Essa rotina de contínuos confrontos com a lei chegou ao fim aos vinte e um anos de idade, quando saiu em liberdade condicional.
Decidido a se regenerar, aproveitou toda oportunidade de trabalho que lhe era oferecida e foi lenhador, vaqueiro, boxeador e motorista. Sua biografia oficial diz que foi descoberto para o cinema por Alan Ladd, enquanto cavalgava pelas colinas de Hollywood. No entanto, Calhoun desmentiu essa versão em entrevista concedida à revista Classic Images de março de 1993. Segundo ele, sua entrada para o mundo da representação aconteceu em um dia em que esperava o ônibus nas imediações da MGM. De repente, recebeu convite para participar como extra de um filme da dupla O Gordo e o Magro, de cujo nome ele não se lembrava mais. Recebeu trinta e cinco dólares por quinze minutos de trabalho e foi fisgado imediatamente. Quando deu por si já estava contratado pela agência de Sue Carol, esposa de Ladd na época. A partir daí, Calhoun foi logo notado, principalmente porque seus 1,91 m de altura e sua formação esportiva talhavam-no para as artes cinematográficas.
Seus primeiros papéis foram insignificantes e não exigiam dotes interpretativos, mas serviram de aprendizado e moldaram sua personalidade nas telas. Estreou na 20th Century Fox numa ponta não creditada em Alegria, Rapazes (Something For the Boys, 1944), estrelado por Carmen Miranda. A primeira vez que recebeu créditos, ainda como Frank McCown, foi no drama sobre boxe Quando os Homens São Homens (The Great John L., 1945). O nome artístico lhe foi dado pelo produtor David O. Selznick, que o tinha sob contrato, e deriva do urro (roar em Inglês) do leão, signo astrológico de Calhoun. O sobrenome veio de uma lista de três que lhe foi oferecida: Callahan, Calhoun e Donahue. Anos depois, outro contratado de Selznick receberia o mesmo tratamento e passaria a ser conhecido por Troy Donahue, sendo "Troy" um rearranjo de "Rory".
Calhoun participou de filmes importantes, como Meu Coração Canta (With a Song in My Heart, 1952), coestrelado por Susan Hayward e Como Agarrar um Milionário (How to Marry a Millionaire, 1953), com Marilyn Monroe. Mas seu nome ficou associado mesmo a westerns de médio orçamento. O primeiro foi Rio Sangrento (Massacre River, 1949), coestrelado por Guy Madison. Seguiram-se, entre outros, O Gaúcho (Way of a Gaucho, 1952), rodado na Argentina e com Gene Tierney como par romântico, O Tesouro de Pancho Villa (The Treasure of Pancho Villa, 1955), A Lei do Oeste (Ride Out for Revenge, 1957) e Meu Sangue Por Minha Honra (The Saga of Hemp Brown, 1958). Em 1954, atuou outra vez ao lado de Marilyn Monroe, agora em O Rio das Almas Perdidas (River of No Return), western classe A de Otto Preminger, que também tinha Robert Mitchum no elenco. Sua carreira de quase cinquenta anos chegou ao fim com o drama musical Coração de Cowboy (Pure Country, 1992), com o astro country George Strait.
Dentre seus diversos trabalhos para a televisão, destacam-se a série The Texan, com setenta e nove episódios de trinta minutos cada, exibidos entre 1958 e 1960 e a telenovela Capitol, onde atuou entre 1982 e 1987. Apareceu como ator convidado em A Ilha dos Birutas (Gilligan's Island), Rawhide, Havaí 5-0 (Hawaii Five-O), Starsky e Hutch etc.
Teve quatro filhas, três com a atriz Lita Baron, com quem se casou em 1948 e de quem se divorciou em 1970, e a quarta de sua união com a jornalista Sue Rhodes. Este segundo casamento durou até sua morte, aos setenta e seis anos, em consequência de diabetes e complicações com um enfisema pulmonar. Seu corpo foi cremado.

## Filmografia
Todos os títulos em português referem-se a exibições no Brasil. Estão listados somente os filmes em que Calhoun foi creditado.
| - 1945 Quando os Homens São Homens (The Great John L.) - 1947 O Segredo da Casa Vermelha (The Red House) - 1947 Marcado Pela Calúnia (That Hagen Girl) - 1947 A Ilha da Maldição (Adventure Island) - 1948 Miraculous Journey - 1949 Rio Sangrento (Massacre River) - 1949 Gritos na (Sand) - 1950 Feira de Diversões (County Fair) - 1950 Um Homem e Sua Alma (I'd Climb the Highest Mountain) - 1950 O Que Pode um Beijo (A Ticket to Tomahawk) - 1950 Resgate de Honra (Return of the Frontiersman) - 1950 Ao Cair do Pano (Meet Me After the Show) - 1951 Rogue River - 1952 O Gaúcho (Way of a Gaucho) - 1952 Meu Coração Canta (With a Song in My Heart) - 1953 Como Agarrar um Milionário (How to Marry a Millionaire) - 1953 Os Mensageiros do Perigo (The Silver Whip) - 1953 Honra Sem Fronteiras (Powder River) - 1954 Machado Sangrento (The Yellow Tomahawk) - 1954 O Rio das Almas Perdidas (River of No Return) - 1954 O Derradeiro Assalto (Four Guns to the Border) - 1954 Após a Tempestade (A Bullet Is Waiting) - 1954 Dinastia do Terror (Dawn at Socorro) - 1955 Hienas Humanas (The Looters) - 1955 O Tesouro de Pancho Villa (The Treasure of Pancho Villa) - 1955 Perdoa-me, Amor (Ain't Misbehavin') - 1956 Onde Imperam as Balas (Red Sundown) - 1956 Rastros da Corrupção (The Spoilers) - 1956 Onda de Paixões (Raw Edge) - 1955 Voo Para Hong Kong (Flight to Hong Kong) - 1957 Três Amigos Implacáveis (Utah Blaine) - 1957 Roubo Audacioso (The Big Caper) - 1957 O Revólver Mercenário (The Hired Gun) - 1957 A Lei do Oeste (Ride Out For Revenge) - 1957 Dominó Kid, O Vingador (The Domino Kid) | - 1958 Meu Sangue Por Minha Honra (The Saga of Hemp Brown) - 1958 O Poder da Vingança (Apache Territory) - 1960 Thunder in Carolina - 1960 O Colosso de Rodes (Il Colosso di Rode) - 1961 O Segredo de Monte Cristo (The Secret of Monte Cristo) - 1961 Marco Polo (Marco Polo, L'Aventura di un Italiano in Cina) - 1963 O Jovem e o Valente (The Young and the Brave) - 1963 Face in the Rain - 1963 O Revólver É Minha Lei (The Gun Hawk) - 1965 O Pistoleiro das Esporas Negras (Black Spurs) - 1965 A Vingança do Foragido (Young Fury) - 1965 Saraivada de Balas (Finger on the Trigger) - 1965 Operación Dalila - 1966 Il Giocco delle Spie - 1966 A Rebelião dos Apaches (Apache Uprising) - 1967 La Muchacha del Nilo - 1968 Esquadrão de Víboras (Dayton's Devils) - 1969 Homens Que São Feras (Operation Cross Eagles) - 1972 A Noite dos Coelhos (Night of the Lepus) - 1976 Won Ton Ton, o Cachorro que Salvou Hollywood (Won Ton Ton, the Dog Who Saved Hollywood) - 1977 Mission to Glory: A True Story - 1977 Mule Feathers - 1978 Bitter Heritage - 1978 Love and the Midnight Auto Supply - 1979 Revenge of Bigfoot - 1979 Negócios com Mulher... Nunca Mais (The Main Event) - 1980 Motel Diabólico (Motel Hell) - 1980 Smokey and the Judge - 1983 Anjo, Inocência e Pecado (Angel) - 1985 Angel 2 (Avenging Angel) - 1987 A Continuação da Espécie (Hell Comes to Frogtown) - 1989 Roller Blade Warriors: Taken by Force - 1990 Perseguindo Billy the Kid (Bad Jim) - 1992 Coração de Cowboy (Pure Country) |